# Triftbrücke
Il Triftbrücke, chiamato in italiano il ponte del Trift, è un ponte pedonale sospeso, situato in Svizzera.
Più precisamente si trova nel Canton Berna, nei pressi del ghiacciaio del Trift, vicino a Gadmen.

## Storia
In seguito al ritiro del ghiacciaio del Trift, che prima permetteva l'attraversamento della vallata da una parte all'altro, nel 2004 è stato costruito un primo ponte sospeso, costruito sul modello dei ponti nepalesi a tre funi, si è rivelato un'attrazione per i turisti.
Il 12 giugno 2009, è stato inaugurato un nuovo ponte che sostituisce quello vecchio, costruito in 6 settimane, è più sicuro, più lungo e più facilmente accessibile.
È considerato uno dei ponti sospesi pedonali più lunghi e alti delle Alpi.

## Dati tecnici
|               | Vecchio Triftbrücke                 | Nuovo Triftbrücke                   |
| ------------- | ----------------------------------- | ----------------------------------- |
| Lunghezza     | 101,6 m                             | 170 m                               |
| Altezza luce  | 70 m                                | 100 m                               |
| Assi di legno | 210                                 | 340                                 |
| Costo         | ca. 100'000 CHF                     | 350'000 CHF                         |
| Progetto      | Walter Brog                         | Walter Brog                         |
| Costruzione   | Ufficio d'ingegneria Pfaffen, Coira | Ufficio d'ingegneria Pfaffen, Coira |

## Galleria d'immagini

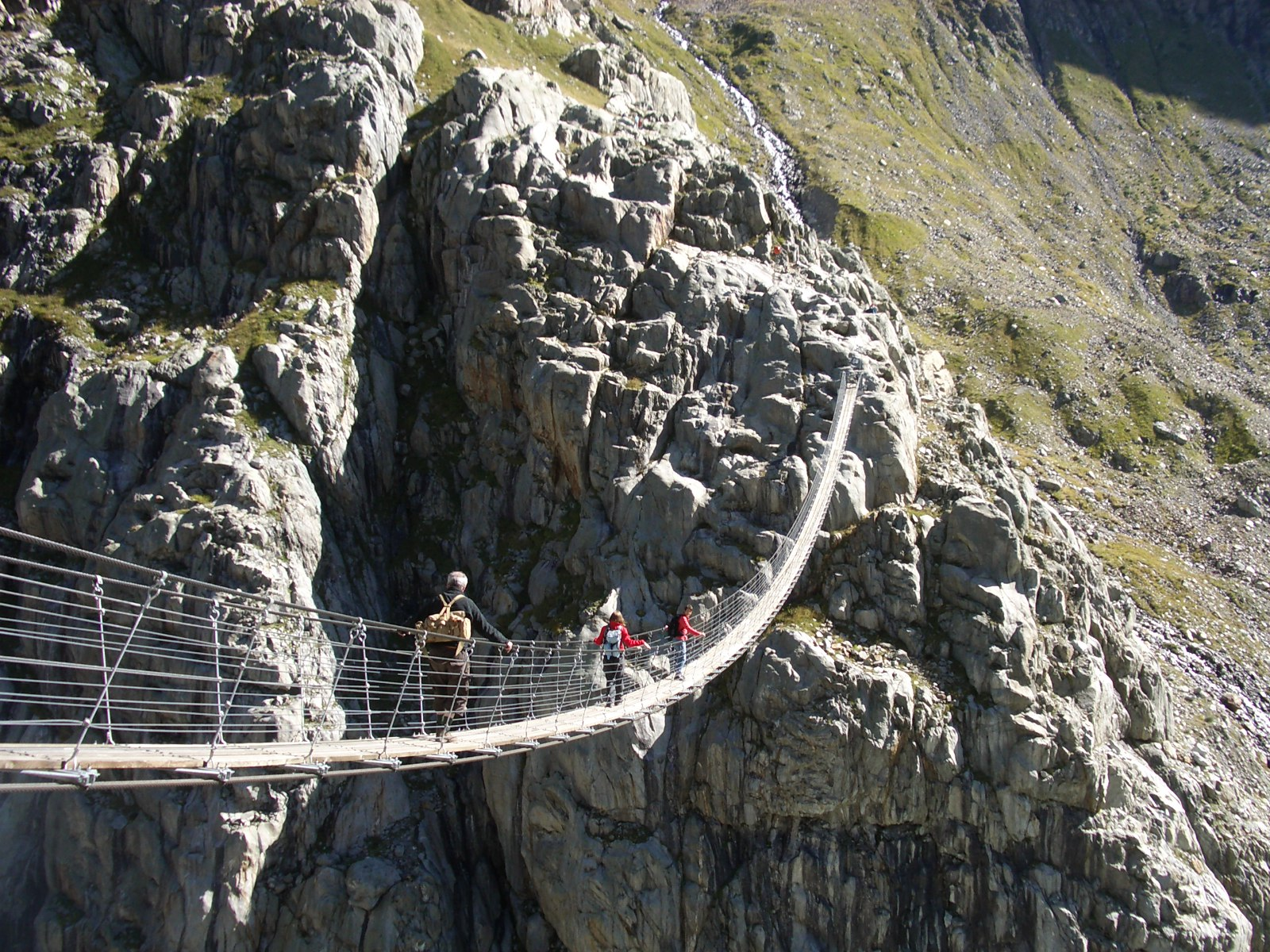
Il vecchio ponte
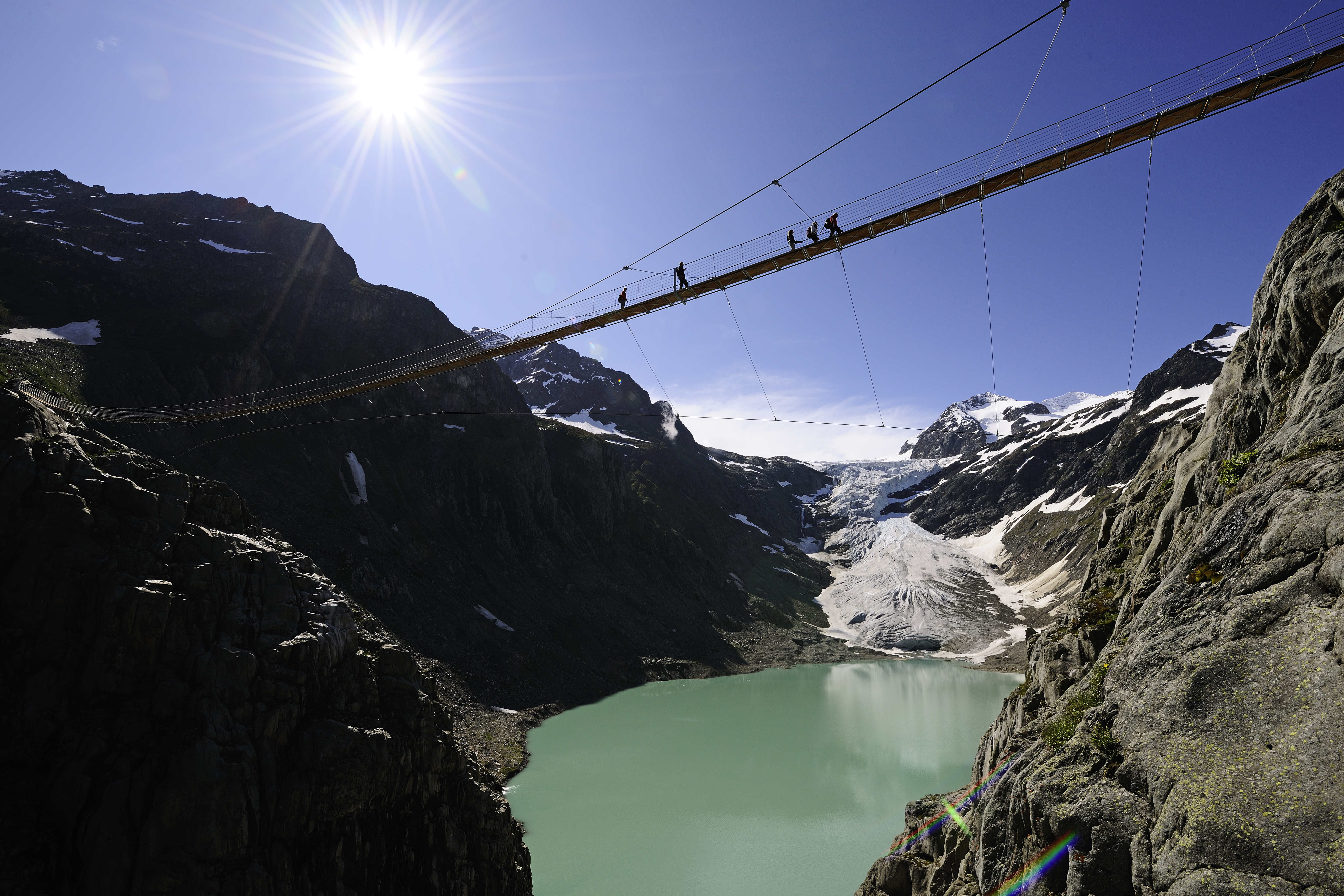
Il nuovo ponte
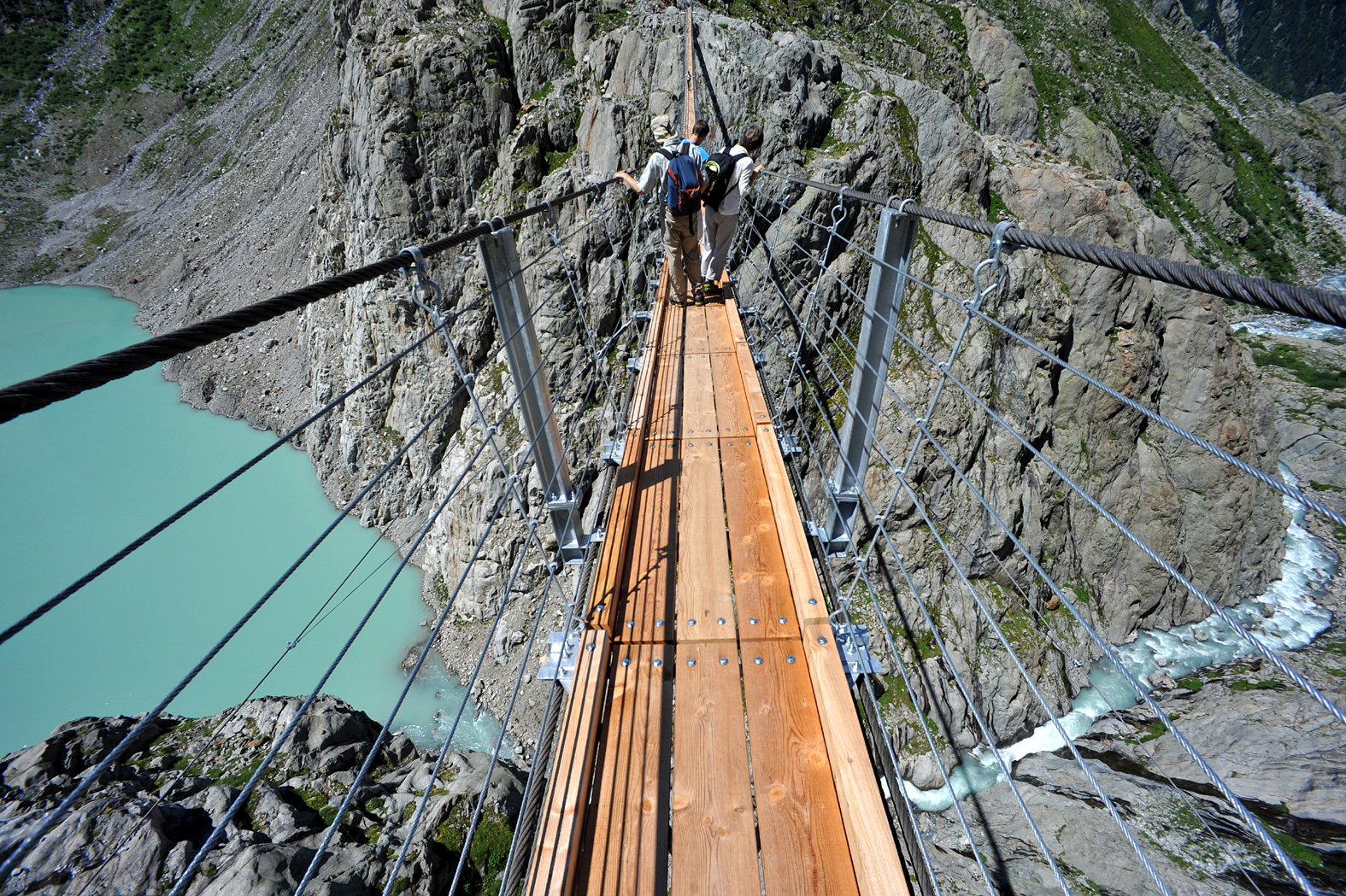
Il nuovo ponte da vicino